# Церква Різдва Богородиці (Мурованка)
Церква Свята Різдва Богородиці (біл. Свята-Раства-Багародзіцкая царква) — чинна церква у с. Мурованка  Щучинського району  Гродненської області  Білорусі. Пам'ятка оборонного зодчества. Має стильові ознаки білоруської готики. 

## Історія

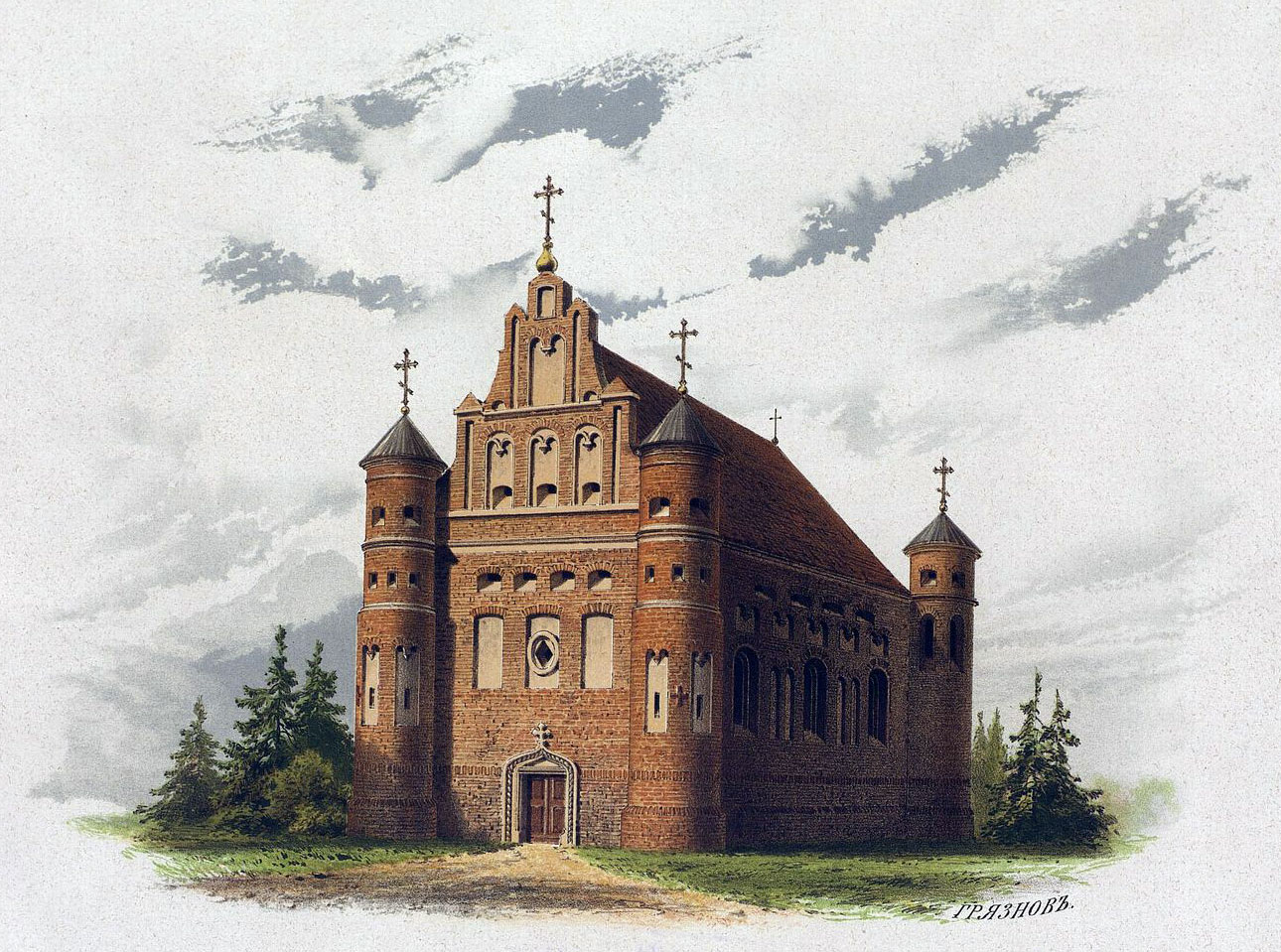
Мурованківська церква на малюнку В. Грязнова (1874)

Довгий час офіційною датою будівництва церкви вважався 1407 рік. Пізніше аналіз історичних документів показав, що дата 1407 була сфальсифікована в XVII столітті. Докладніше вивчення пам'ятки дало вченим підстави вважати, що укріплену церкву було побудовано десь між 1516 і 1542 роками. На той час місцевість майбутнього будівництва вже носила назву Мурованка завдяки єдиній укріпленій кам'яній вежі, яку і було пізніше перебудовано у храм.
- 1524 рік — початок будівництва цегляної церкви.
- 1656 рік — суттєво постраждала у війні з Московщиною.

У Великій Північній війні церква потрапила в 1706 році під гарматний обстріл військ шведського короля Карла XII, які йшли на Полтаву. В результаті обстрілу церква зазнала серйозних пошкоджень. Після цього прийшла в запустіння і була відновлена тільки в середині XIX століття .
- 1822, 1871—1872 роки — капітальні ремонти будівлі.
- 1920-ті роки — діяла як костел.
- 1988—1990 роки — повернення церкви вірянам.

## Архітектура
Церква в селі Мурованка — одна з видатних пам'яток оборонного храмового будівництва у Великому князівстві Литовському. Будучи схожою на Свято-Михайлівську церкву в Синковичах, вона має більш досконалу структуру. 

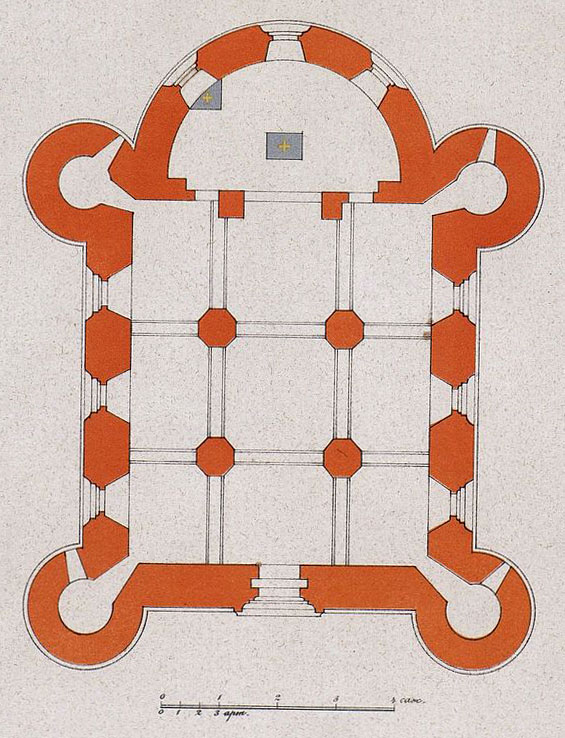
План церкви (1874)

У плані церква нагадує правильний прямокутник, близький до квадрату (15х13,5 см). До східного фасаду примикає одна апсида майже на всю ширину церкви.  Вежі храму круглі; західні башти мають у діаметрі близько 4,5 м, товщина стін — близька до 1,8 м, а первісна висота — близько 14 м; східні вежі менших розмірів — діаметр всього 3 м, товщина стін — близько 1 м, висота майже така сама, як і в західних. У баштах розташовуються виткі східці, що ведуть до бійниць. Кожна стрільниця мала вигляд досить великої пройми, перекритої округлою аркою, яка поступово звужується до середини. Над бійницею — невеликий отвір для спостереження за противником. Раніше у північній і південній стінах було по 7 бійниць, потім одну було замуровано, залишилося тільки шість — по три з кожного боку. Головний вхід до храму захищала важка решітка — герса, яка спускалася на ланцюгах з ніші над входом .
Внутрішній простір споруди розділено чотирма гранованими стовпами на три нефи, перекриті зірковими склепіннями. Групи останніх у переплетіннях утворюють ромби і трикутники. Було знайдено вівтарну стіну, що відділяла кафолікон від вівтарної частини. На думку Г. Лаврецького, ця стіна також була невеликим укріпленням. За описами істориків, до початку XIX століття в храмі по всьому периметру йшов таємний хід. Окрім того, там знаходилося безліч схованок, а під будівлею розміщувалися два склепи .
Фасади храму всіяні декоративними елементами. Нішами прикрашені не тільки стіни, але і башти, апсида. Всю споруду оперізує декоративний поясок — ряд цегли, покладеної під кутом. Поєднання темно-червоного тла стіни з білими поясами і нішами надає храму особливої пишності, тому його фасади не викликають відчуття суворості.
Головний західний фасад виконує роль своєрідного декоративного щита, поділеного по горизонталі на дві частини. Внизу — три  ніші складної конструкції. У кожній із них — дві менших розмірів. У верхній частині зроблено одну велику нішу з подвійною арка. Незважаючи на очевидну простоту, такий декор дуже гармонійно розділяє поверхню щита і надає йому вишуканості. Цьому сприяють і бічні контури фронтону з його ритмічними вертикальними підвищеннями і крутими схилами. Розташування щита фронтону між нижчими кутовими вежами значно посилює вертикальність всього західного фасаду. Оформлення фасаду зроблено за принципом поступового наростання декоративності.
Храм неодноразово змінювався, особливо під час капітальних ремонтів у 1822 і 1871-1872 роках. Зникли деякі характерні деталі, які створювали неповторний колорит церкви-фортеці. Виявилася замурованою частина бійниць на головному і бічних фасадах, зникли бійниці зі східного. Розвалені сходи вівтарних веж, на один ярус надбудовано західні вежі західного фасаду. Зроблено нові карнизи, побудовано притвор. На зовнішніх стінах з'явилася штукатурка. Однак, незважаючи на істотні зміни, первісний вигляд храму в основних рисах зберігся. У часи Німецько-радянської війни церкву було пошкоджено, наприкінці 1940 — початку 1950-х рр. відремонтовано стіни, склепіння, дах.

## Галерея

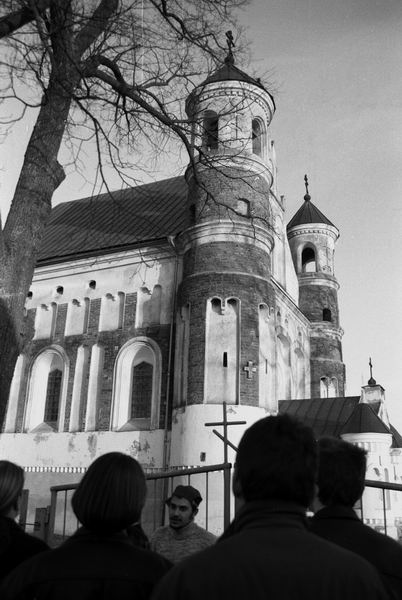
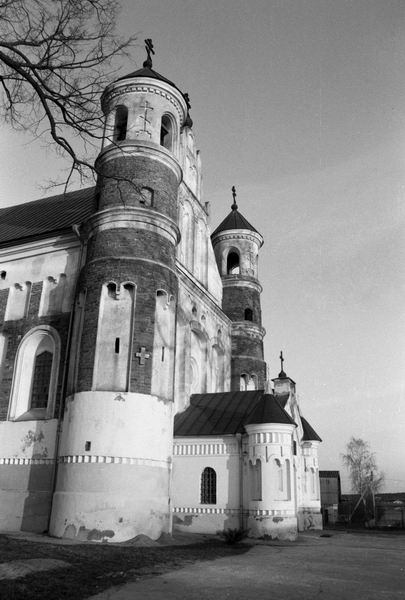
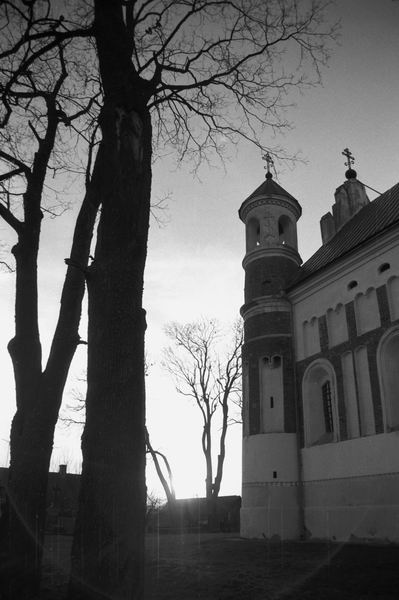
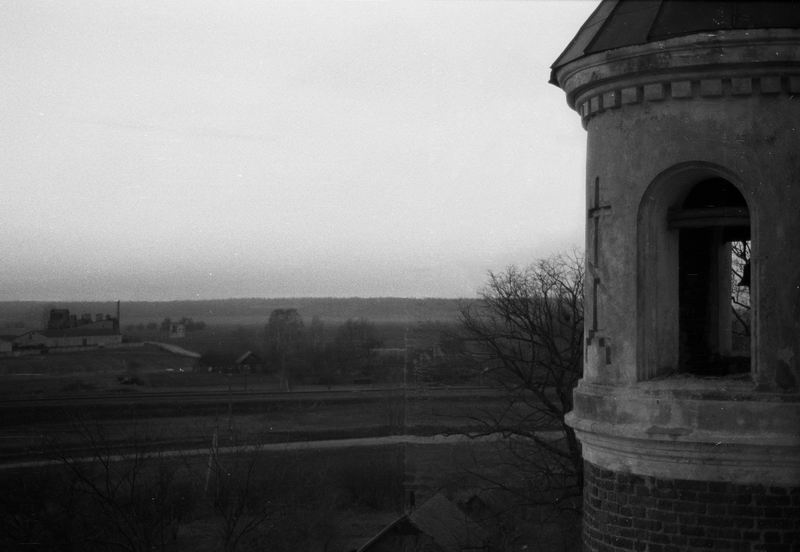